# فرودگاه مینرال ولز
فرودگاه مینرال ولز (به انگلیسی: Mineral Wells Airport) یک فرودگاه همگانی با کد یاتا MWL است که یک باند فرود آسفالت دارد و طول باند آن ۱۸۲۸ متر است. این فرودگاه در شهر مینرال ولز، تگزاس کشور ایالات متحده آمریکا قرار دارد و در ارتفاع ۲۹۷ متری از سطح دریا واقع شده‌است.